# Renata Diniz
Renata Fernandes dos Santos Diniz, ou simplesmente Renata Diniz (Taboão da Serra, 1 de novembro de 1985) é uma ex-futebolista brasileira, que atuava como zagueira.
Integrou a Seleção Brasileira que participou da Copa do Mundo de 2003. Também disputou os Jogos Pan-Americanos de 2011.

## Carreira
Em 2005, mudou-se para os Estados Unidos e disputou 12 partidas pelo Hampton Roads Piranhas da USL W-League.

### Seleção Brasileira
Jogou pela Seleção Brasileira Sub-20 nas edições da Copa do Mundo Feminina Sub-20 da FIFA de 2002 e 2004.
Aos 17 anos, atleta do Santos, fez parte da Seleção Brasileira vencedora da medalha de ouro nos Jogos Pan-Americanos de 2003. Na Copa do Mundo de 2003, foi convocada para a renovada Seleção Brasileira e elogiada pelo treinador Paulo Gonçalves: “Renata Diniz é uma jogadora jovem, mas é muito boa e vai nos ajudar muito”. Retornou à Seleção nacional para os Jogos Pan-Americanos de 2011.

### Pós-futebolista
Em 9 de abril de 2023, foi anunciada pelo Santos como supervisora das categoria de base das "Sereias da Vila" — como são conhecidas as atletas do futebol feminino do clube.